# Сыщик (фильм, 2007)
«Сыщик» (англ. Sleuth) — американский психологический триллер режиссёра Кеннета Браны, основанный на пьесе Энтони Шаффера, вышедший на экраны в 2007 году. Ремейк одноимённого (на языке оригинала) фильма Джозефа Манкевича 1972 года. Главные роли в фильме исполнили Майкл Кейн и Джуд Лоу.
Мировая премьера состоялась 30 августа 2007 года на Венецианском кинофестивале (специальный приз Queer Lion). Фильм вышел в прокат 11 октября в Испании, 12 октября (ограниченным тиражом) — в США.
Премьера в России — 27 марта 2008 года (ограниченным числом копий).

## Сюжет
Автор детективных романов, 70-летний аристократ-эксцентрик Эндрю Уайк живёт в одиночестве в своём огромном роскошном особняке, оснащённом всевозможными электронными приспособлениями. Ранее его жена ушла от него к молодому любовнику. Жена надеется получить от Уайка согласие на развод, в результате которого она могла бы получить половину его огромного состояния и вступить в брак с любовником. Эндрю Уайк, однако, не торопится давать согласие. Однажды к нему в особняк приезжает тот самый молодой любовник — обаятельный молодой человек по имени Майло Тиндл. Нагловатый 35-летний Майло хочет убедить старика согласиться на развод. В ходе беседы Эндрю Уайк водит молодого человека по своему дому, показывая ему, как действуют электронные приспособления, включая систему безопасности. Оказывается, Уайк хочет сделать Майло Тиндлу необычное деловое предложение: имитировать кражу из его дома умопомрачительно дорогих бриллиантов своей жены. В обмен на это Уайк обещает дать согласие на развод. Он объясняет молодому человеку, для чего необходимо имитировать кражу: Уайк хочет получить страховую компенсацию за бриллианты, которые ему уже давно не нужны, и заодно дать возможность Майло Тиндлу «заработать» денег. По его словам, его возлюбленная всё равно от него уйдёт, потому что любит только деньги и приползёт обратно к Уайку, а ему она даром не нужна, вдобавок у него появилась молодая  любовница. Молодой человек неохотно соглашается. Они оба договариваются провести «репетицию» фиктивной попытки кражи прямо сейчас. Майло начинает играть роль вора-домушника, действуя согласно указаниям и инструкциям Уайка, который наблюдает за ним через камеры безопасности. Майло снова «проникает» в особняк, заходит в комнату с бриллиантами… и тут случается неожиданное: выясняется, что хитроумный старик обманул Тиндла — в самый последний момент фиктивной кражи Уайк начинает действовать как обычный хозяин дома, заставший не фиктивного, а реального вора в процессе кражи. Старик угрожает Тиндлу пистолетом и в конце концов стреляет в него.
Спустя несколько дней в особняк Уайка приезжает мужчина, представившийся местным полицейским следователем, и начинает допрашивать старика о том, что произошло с Майло Тиндлом, который якобы неизвестно куда пропал после визита в особняк. Затем следователь говорит Уайку, что соседи якобы слышали выстрелы в тот злополучный день. Уайк сначала всё отрицает, но в конце концов сознаётся, что выстрелил в Майло холостыми патронами просто для того, чтобы испугать и унизить Майло в отместку за то, что тот увёл у него жену. Он сообщает, что Майло ушёл из особняка целым и невредимым. В этот момент снова происходит неожиданное: оказывается, что «следователь» — это и есть сам Майло, только загримированный под полицейского сыщика. И в этот раз он пришёл, чтобы отомстить старику за своё унижение во время первого визита. И по-настоящему украсть бриллианты. Парень угрожает Уайку револьвером. Старик в свою очередь решает действовать по-другому. Он отводит Майло в комнату для гостей и предлагает жить с ним в богатстве и роскоши. Майло начинает вести себя как гей, трётся об старика, лезет к ниму под халат. Потом говорит, что он хочет спать только на супружеском ложе, и ложится на кровать. Когда Уайк гладит его по голове, Майло начинает обвинять Уайка, что тот пытается его совратить. В этот момент звонит жена Уайка и говорит Майло, что бросает его, потому что он бедный, она возвращается к мужу. Парень решает просто уйти, посылая их семейку куда подальше. Старик хочет ему кое-что сказать, но вместо этого достаёт пистолет из под подушки и стреляет в Майло, и тот падает со второго этажа на битое стекло.

## В ролях
| Актёр          | Роль                             |
| -------------- | -------------------------------- |
| Майкл Кейн     | Эндрю Уайк                       |
| Джуд Лоу       | Майло Тиндл                      |
| Гарольд Пинтер | человек, показанный в телевизоре |

## Съёмочная группа
- Режиссёр: Кеннет Брана
- Сценарист: Гарольд Пинтер по мотивам пьесы Энтони Шаффера
- Продюсеры: Джуд Лоу, Саймон Холфон (Simon Halfon), Том Стернберг (Tom Sternberg), Мэрион Пиловски (Marion Pilowsky), Кеннет Брана, Саймон Мозли (Simon Moseley)
- Сопродюсер: Бен Джэксон (Ben Jackson)
- Художник: Тим Харви (Tim Harvey)
- Оператор: Харис Зэмбарлоукос (Haris Zambarloukos)
- Редактор: Нейл Фаррелл (Neil Farrell)
- Композитор: Патрик Дойл (Patrick Doyle)
- Производство Mandate Pictures, Castle Rock Entertainment, Riff Raff и Timnick Films под эгидой Sony Pictures Classics.

Прокат в России — компания «Парадиз» (с 27 марта 2008 года ограниченным числом копий). На DVD — с 24 апреля 2008 года.

## Рецензии
- Гордеев В. Я — это я, а ты — это тоже я // Авторские рецензии на сайте Экранка.Ру. — 2008. — 10 марта.
- Кичин В. Игра на вылет: Фильмы, которые нельзя пропустить // Российская газета: Неделя. — 2008. — 3 апреля. — № 4629. — Полоса 27.